# Associação Desportiva Cabense
A Associação Desportiva Cabense (conhecida como Cabense e Desportiva Cabense, de monogramo ADC) é uma agremiação brasileira de futebol sediada no bairro do Centro, cidade do Cabo de Santo Agostinho, estado de Pernambuco, Também muito conhecido por ser o segundo maior time da cidade do cabo, atrás do seu rival, Ferroviário Esporte Clube do Cabo.
O Azulão do Cabo foi fundado em 26 de novembro de 1995 e participou, pela primeira vez, da elite do Campeonato Pernambucano em 1996.
O Azulão Pernambucano tem como cores o azul e o branco e manda seus jogos no Estádio Gileno de Carli, que tem capacidade para cinco mil pessoas.
Os grandes rivais da Dona Zula são o Destilaria que fazem o Clássico Ca-Dê, contra o Sanhaçu e o Ferroviário Esporte Clube do Cabo, com quem realizam o Clássico Ca-Fé, contra o Trinca-ferro, que costuma levar muitos torcedores ao Gilenão.

## História
A Cabense foi fundada em 26 de novembro de 1995, na cidade do Cabo de Santo Agostinho.
A primeira goleada da Cabense foi pelo placar de 7 a 1 aplicado sobre o Íbis em 2012, onde essa foi a maior da história do clube até 04/10/2017, quando goleou por 8 a 0 o Ipojuca.
Atualmente, a Cabense está na Série A2 do Campeonato Pernambucano, competição que dá ao campeão acesso à Série A1 em Pernambuco.

## Campanhas de destaque

### Estaduais
- Vice-campeão Pernambucano da Série A2:  2006 e 2008.

## Títulos

### Categorias de base

#### Estaduais
- Taça Pernambuco de Futebol 7 Sub-17: 2015.

#### Municipais
- Liga do Cabo Sub-17: 2014 e 2015.
- Liga do Cabo Sub-15: 2014.

## Mascote

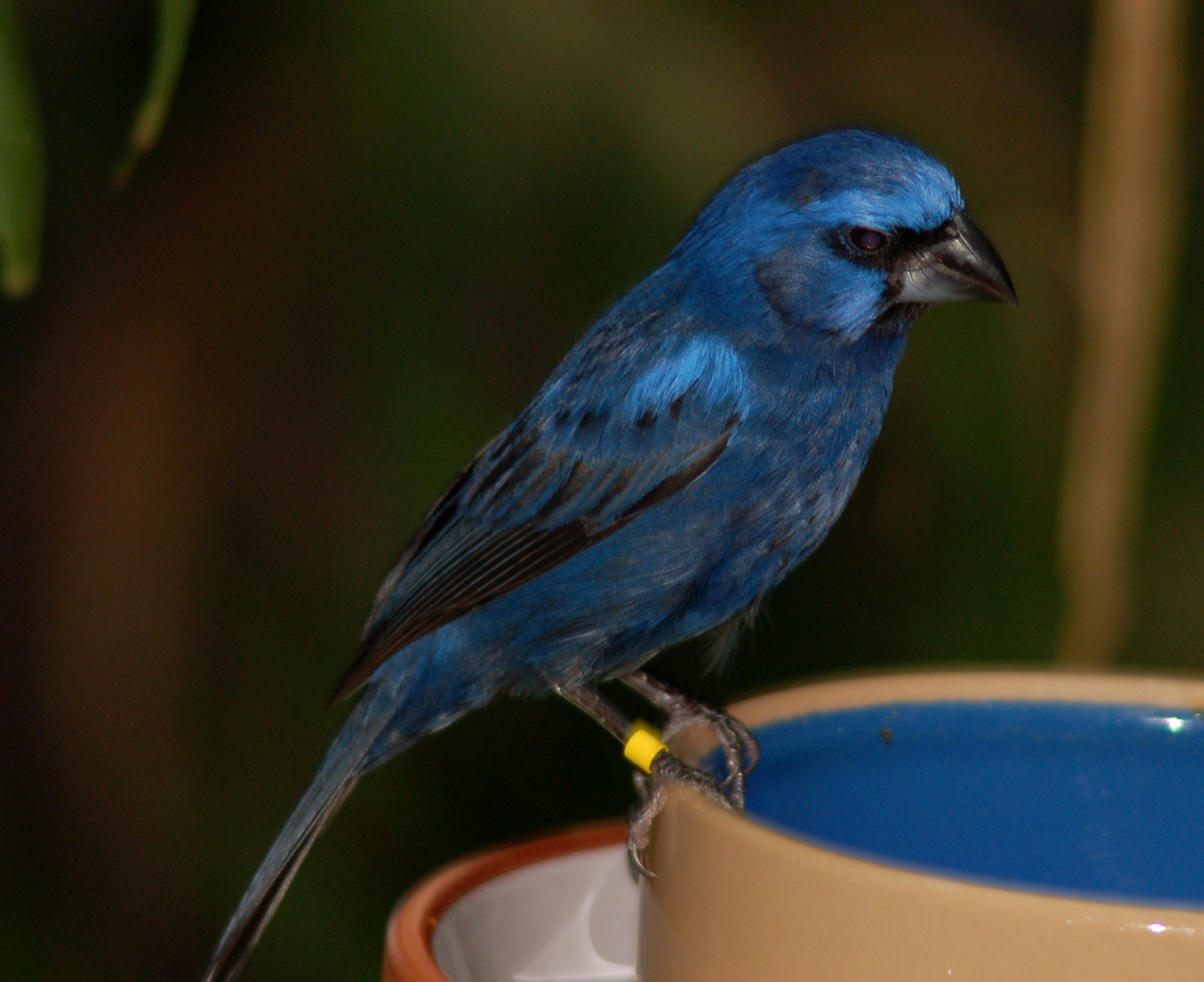
Azulão, mascote da Cabense.

O mascote da Associação Desportiva Cabense é o pássaro azulão.
No Clássico Ca-Fé, o Azulão duela com o Trinca-ferro, mascote do rival Ferroviário, que também é um pássaro.

## Torcidas
Sua torcida organizada chama-se Azurra.

## Histórico em competições oficiais
- Campeonato Pernambucano: 1996, 1997, 1998, 2007, 2009, 2010 e 2011.
- Campeonato Pernambucano - Série A2: 1999, 2000, 2001, 2002, 2003, 2004, 2005, 2006, 2008, 2012, 2013, 2016, 2017 e 2018, 2020 e 2021
- Copa Pernambuco: 2002, 2003, 2004, 2005, 2008, 2009, 2011 e 2019

## Desempenho em Competições

### Campeonato Pernambucano
| Ano  | Posição                    |
| 1996 | 4º                         |
| 1997 | 5º                         |
| 1998 | 12º (Último e rebaixado)   |
| 2007 | 9º (Penúltimo e rebaixado) |
| 2009 | 8º                         |
| 2010 | 5º                         |
| 2011 | 11º                        |

### Campeonato Pernambucano - Série A2
| Ano  | Posição                                             |
| 1999 | 12º (Penúltimo)                                     |
| 2000 | 8º                                                  |
| 2001 | 11º                                                 |
| 2002 | 12º                                                 |
| 2003 | 10º                                                 |
| 2004 | 16º (Penúltimo)                                     |
| 2005 | 9º                                                  |
| 2006 | (Vice-campeão e promovido)                          |
| 2008 | (Vice-campeão e promovido)                          |
| 2012 | Eliminado nas semifinais                            |
| 2013 | 15º (Último)                                        |
| 2016 | Eliminado nas semifinais                            |
| 2017 | Eliminado nas semifinais                            |
| 2018 | Eliminado nas quartas                               |
| 2020 | 13° (Último colocado e rebaixado a Copa Pernambuco) |
| 2021 | 13º (Penúltimo)                                     |
| 2022 | 19º (Rebaixado)                                     |
| 2024 | 4º                                                  |

### Campeonato Pernambucano - Série A3
| Ano  | Posição |
| 2023 | 3º      |

### Copa Pernambuco
| Ano  | Posição      |
| 2002 | 6º           |
| 2003 | 9º           |
| 2004 | 7º           |
| 2005 | 4º           |
| 2008 | 14º (Último) |
| 2009 | 6º           |
| 2011 | 10º          |
| 2019 | 10º          |